# Oued Zenati (distrito)
Oued Zenati é um distrito localizado na província de Guelma, Argélia, e cuja capital é a cidade de mesmo nome, Oued Zenati, a segunda mais populosa da província. A população total do distrito era de 44 622 habitantes, em 1998.[carece de fontes?]

## Municípios
O distrito é composto por três municípios:
- Oued Zenati
- Bordj Sabat
- Aïn Reggada